# Филгертсхофен
Филгертсхофен (њем. Vilgertshofen) општина је у њемачкој савезној држави Баварска. Једно је од 31 општинског средишта округа Ландсберг ам Лех. Према процјени из 2010. у општини је живјело 2.489 становника. Посједује регионалну шифру (AGS) 9181133.

## Географски и демографски подаци
Филгертсхофен се налази у савезној држави Баварска у округу Ландсберг ам Лех. Општина се налази на надморској висини од 714 метара. Површина општине износи 27,2 km². У самом мјесту је, према процјени из 2010. године, живјело 2.489 становника. Просјечна густина становништва износи 92 становника/km².